# Entnervte Ente
Entnervte Ente (Originaltitel: Duck Amuck; Alternativtitel: Zeichenstreiche) ist ein Zeichentrick-Kurzfilm von Chuck Jones mit der Figur Daffy Duck. Der Film stammt aus der Merrie-Melodies-Reihe von Warner Bros. und hatte am 28. Februar 1953 seine Kinopremiere.
Auch in Entnervte Ente präsentiert Regisseur Chuck Jones seinen typischen Humor. Daffy Duck wird dabei von seinem Zeichner arg gebeutelt. Ständig muss er sein Outfit an die sich verändernden (gemalten) Kulissen anpassen. Vom Musketier wird er zum Farmer, Skifahrer, Ukulele-Spieler usw. Irgendwann rastet er dabei völlig aus und fragt, wer für das Ganze verantwortlich sei. Der Zeichner entpuppt sich schließlich als sein „Konkurrent“ Bugs Bunny. 
Die TV-Version aus Mein Name ist Hase (engl.: Bugs Bunny Show) mit Dieter Kursawe als Daffy Duck gibt es auch auf VHS. Unter dem Titel Zeichenstreiche erschien diese, leicht gekürzte Version, 1993 auf der Videokassette Daffy Duck 2. Zwar hat Daffy hier seine übliche Stimme, doch spiegelt die deutsche Version kaum die Aufregung und Action des Originals wider.
1979 war der Film Teil des Kinofilms Bugs Bunnys wilde, verwegene Jagd, welcher 1981, 1988 und 1994 von Warner auch als VHS herausgegeben wurde. Daffy-Stimme war diesmal Erich Ebert, der eine weit bessere Version als die o. g. TV-Fassung ablieferte. 1999 ließ Warner dann neu synchronisieren, diesmal mit den Stimmen, die bereits in Space Jam zum Einsatz gekommen waren. Gerald Schaale, Daffys neue Stimme, orientierte sich dabei sehr am Original, so dass man hier von der gelungensten deutschen Fassung sprechen kann. 2003 kam unter dem Titel Entnervte Ente eine im Dialogbuch minimal veränderte Version innerhalb der DVD Daffy Duck und Schweinchen Dick Collection auf den Markt, deren Spontaneität nicht mehr ganz an die Version von 1999 heranreicht. Diese DVD-Version ist auch Teil der Serie Bugs Bunny und Looney Tunes. Ende 2007 erschien ein Videospiel, das auf diesem Cartoon basiert.
1999 wurde Entnervte Ente in das National Film Registry, das Verzeichnis der aus film- bzw. kulturgeschichtlicher Sicht bedeutendsten US-Filmproduktionen, aufgenommen.